# 三番瀬
三番瀬（さんばんぜ）は、千葉県浦安市、市川市、船橋市、習志野市に跨る干潟。干潟としては東京湾奥部最大の面積であり、日本の重要湿地500指定地に含まれる。市川市行徳から浦安市にかけては新浜とも称されていた。

## 地理

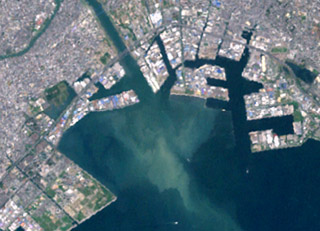
三番瀬のランドサット画像

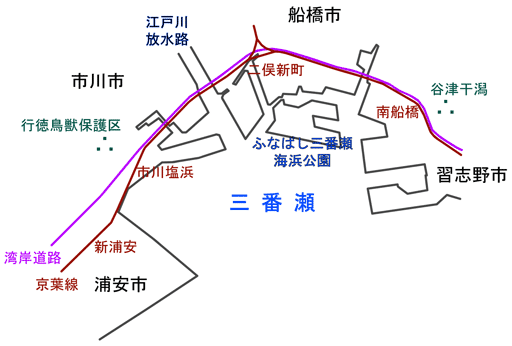
三番瀬周辺図

現存する三番瀬は、浦安市の埋め立て地の東沖に位置する江戸川（江戸川放水路）の河口付近の干潟および浅海域を指し、市川市、船橋市、習志野市の沿岸に接する。東端には船橋航路や千葉港があり、西端には猫実川河口や日の出（新浦安駅付近）の埋立地が広がる。埋立が進む以前は、より西側の旧江戸川河口付近まで干潟や浅海域が広がっていた。
旧江戸川から供給される土砂によって、旧江戸川河口一帯の前置斜面の前浜干潟および浅海域に広く干潟や浅海域が形成され、現在の三番瀬は、その一部が埋め立てを免れて現存している状態である。
三番瀬の付近には、谷津干潟や行徳湿地（行徳鳥獣保護区・行徳近郊緑地特別保全地区・市川野鳥の楽園・宮内庁新浜鴨場）などの干潟や水辺などが散在する。

## 利用

### 現状

船橋市三番瀬海浜公園

東京湾の「汚れている」イメージや、無機質な埋立地が多い海岸線とは異なり、三番瀬は東京湾内でも屈指の漁場の一つである。ノリ（1600万枚）やアサリ（967トン）を筆頭に、スズキ（1146トン）やカレイ（41トン）、イワシ（7トン）などが漁獲されている（カッコ内は2003年の生産量および漁獲量）。これらの漁獲物は「江戸前」として珍重され、特にノリは最高級品として流通している。このほか、三番瀬では潮干狩りや釣り、ウィンドサーフィン、散策、バードウォッチング、環境学習・教育などの場として利用されている。
ただし大潮時の干満差は2m前後に及び、溺死者が出ることもあるため看板等で注意喚起も行われている。
三番瀬の周辺は港湾、工場などが多く、海岸線のほとんどが護岸化されているため船橋市のふなばし三番瀬海浜公園や浦安市側の埋立地の護岸など、干潟にアクセスしやすい場所は限られている。ふなばし三番瀬海浜公園以外の海岸線は立ち入りが禁止されている場所がある。

### 課題

#### 資源問題

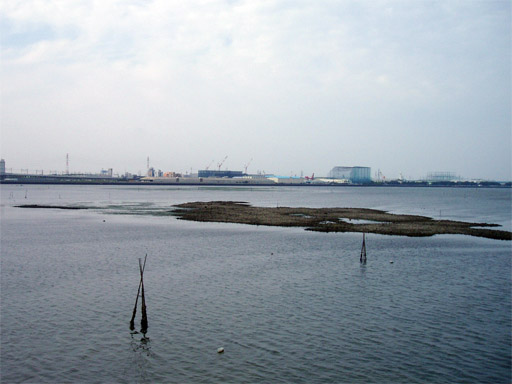
猫実川河口付近のカキ礁

三番瀬の猫実川河口域の蛎殻島は、1998年以降からその存在は航空写真でも確認でき、2006年現在、その大きさは4,000平米にのぼり、ウネナシトマヤガイやハゼの仲間の生息が確認されている。このカキ礁については、「化石カキ礁と同様にカキ礁を作っており、貴重なハビタットである」との主張が一部の環境保護団体の中にある。対して、地元の漁業関係者や住民、一部の地元NPOなどの間では、浦安側の埋め立てに伴い海の流れが停滞したことや沈没船等の不法投棄物等を核としてカキの群落が90年代後半というごく近年できたにすぎないとの見解や、流れがあり底質が砂質でないとアサリ漁場としての価値も無くなるとの意見、カキ群落が青潮に与える悪影響も懸念されるという意見、アオサの発生源になっているという意見もある。
市川漁港沖と船橋三番瀬海浜公園沖には共同漁業権が設定されており、アサリ等の採取は禁止されている。猫実川河口域から日の出干潟に関しては漁業権は設定されていないが、千葉県海面漁業調整規則第37条により2.7センチメートル（cm）以下のアサリの採取をしてはならず、違反者には10万円以下の罰金が科される。また、漁具についても貝まき、まんがについても漁業者以外は使用することができない。

#### 開発問題
東京外環自動車道は三番瀬に突き当たり、首都高速湾岸線・東関東自動車道に接続する。湾岸線の交通量増加が見込まれる中、構想段階にあるのが3環状9放射ネットワーク構想の一部を担う第二東京湾岸道路の建設である。三番瀬を埋め立てて道路を建設する案が存在した。
市川塩浜駅前には、貨物線計画の際に旧国鉄に倉庫用地として売却した6ヘクタールの駅前用地が、開発されない状態で残されている。これは京葉線の旅客化と国鉄民営化に伴い、訴訟を経て、最終的には2002年度末に海の再生を前提として市川塩浜駅前の用地を海辺の街にふさわしく再整備するための用地として買取っている。現在サッカー練習地などに暫定利用されているが、環境学習や研究の場などに活用することを検討している。

#### 環境問題
猫実川河口域では一部環境保護団体調査で、千葉県レッドデータブックに掲載されている6種の生物が確認されるなど、同河口域で多くの生物種が確認されている。また、底質はシルト分が多い泥質であるが、有機物含有量が必ずしも多いわけではなく、ヘドロ化しているとはいえないとの評価もあるが、あくまでも相対的な評価に過ぎず、一般的な用語としてのヘドロか否かは明確な結論が出せるものではない。また、浮泥の堆積域は局所的な領域に限られ、他は砂泥質である。底質中の有機物は、アオサよりむしろ猫実川河川水や海産植物プランクトンが主因である可能性が高い。しかし、波が無く、流れがほぼ止まっているために夏季に貧酸素化・還元状態になりやすく、何らかの改善措置が必要だとされている。
地盤沈下の影響で現在干潟の干出域はわずかである。干潟の維持に必要な土砂は、江戸川放水路からの洪水時の出水に依存している。粗砂や細砂など粒径の大きな土砂は三番瀬を2分割する市川航路に落下してしまい、三番瀬には堆積しない。航路に落ちてしまう土砂は、毎年浚渫で取り除かれている分だけで年間数万立米単位の量にのぼる。
市川塩浜駅前からほど近いの約2.2キロメートルの直立護岸は耐用年数を超え陥没事故を起こした。また、浦安市が7.5メートルの護岸であるのに対し、市川側の護岸は5メートル以下であり、高潮が護岸を乗り越える事故が起こった。応急処置後、円卓会議・再生会議の委員会で議論が行われ、「防護と環境と利用」に配慮した護岸を、モニタリングを行いながら順応的管理で整備していくこととなった。塩浜2丁目の護岸改修に当たっては、「マガキを中心とした潮間帯ハビタットの成立」がモニタリングの基準の一つとされており、工事１年後のモニタリングではこの基準は達成され、今後もモニタリングの継続が予定されている。
多い年には7,000トン以上、少ない年には1,000トン以下ものアオサが発生する。アナアオサの初期発生域の一つは、市川側の岸寄り部分ミナミアオサの初期発生時期は市川側・浦安側の岸寄り部分及び船橋の防泥柵付近が考えられている。効率的な回収方法の検討や、回収後のアオサの利用などが検討されている。例えば、発酵飼料などにする方法などが検討されている。
浦安沖（新浦安駅から見て公園墓地の奥側の海）に埋め立て土砂を採取した、3000万立方メートル級の大規模な深掘れがあり、貧酸素水塊の発生源になっていると言われている。10トン車で1度に運べる土砂が約5立米であることからも分かるように、途方もない量の土砂であり、すぐに全て埋め戻すことは極めて困難である。市川航路も同様に貧酸素水塊の発生源とされている。

## 三番瀬再生事業
2007年2月には、千葉県三番瀬再生計画（基本計画）に引き続き、三番瀬再生計画（事業計画）が策定された。この事業計画の計画期間は、2006年度から2011年度の5か年であり、事業計画は5年毎に見直すことが予定されている。

## アクセス
- ふなばし三番瀬海浜公園（毎年4月から6月に有料の潮干狩り場が開設される）
  - 船橋駅（JR東日本・東武鉄道）・京成船橋駅（京成電鉄）より京成バスシステム「船橋海浜公園」まで乗車
  - 二俣新町駅（JR東日本）より徒歩、「二俣新道」バス停より京成バスシステム「船橋海浜公園」まで乗車
- 市川側（深度が深く直立護岸のため、干潟へは立ち入れない）
  - 市川塩浜駅（JR東日本）より徒歩約15分程度
- 浦安側（干潟へは原則として立ち入りを禁じている）
  - 新浦安駅（JR東日本）より徒歩約20分程度
- 関連施設
  - 千葉県三番瀬サテライト・オフィス（JR船橋駅前 船橋フェイスビル7階）
  - 市川市三番瀬塩浜案内所 （JR市川塩浜駅前）